# Sandgölen, Småland
Sandgölen är en sjö i Jönköpings kommun i Småland och ingår i Motala ströms huvudavrinningsområde. Sjöns area är 0,027 kvadratkilometer och den befinner sig 220 meter över havet.